# Pascaline Edwards
Pascaline Edwards es una actriz ghanesa. Es considerada diva cinematográfica de Ghana, participando en más de cien películas. También ha actuado en varias películas de Nollywood. Combina su carrera como actriz con la dirección de su escuela de actuación, Film Techniques, y del gimnasio GeoDan Health and Fitness Center.

## Biografía
Nacida en Lomé, Togo en 1970, Edwards llegó a Ghana en 1986 y asistió a Ghanatta Senior High School. A inicios de la década de 1990 perfeccionó sus habilidades escénicas como miembro de uno de los grupos de actuación más importantes de Ghana, el Talent Drama Group.
Participó como actriz principal en The Leopard's Choice en 1992. Su primera aparición cinematográfica fue en la película Diabolo en 1993.
Interpretó el papel de Fathia Nkrumah, esposa del primer presidente de Ghana, el Dr. Kwame Nkrumah, en un drama y a la esposa de un ex traficante de esclavos que participó activamente en la abolición de la trata de esclavos en el drama Abolition (1995).
Estableció un instituto de actuación cinematográfica, en 2007, para compartir su experiencia con actores y actrices jóvenes.
Algunas de las películas que protagonizó incluyen A Stab in the Dark, Forbidden Fruit (2000), The Mask, House Arrest, My Father's Wife (1998), Messages, Deadline for Asante, Without Her Consent y Jewels.